# 東南阿卡迪亞 (佛羅里達州)
東南阿卡迪亞（英語：Southeast Arcadia）是位於美國佛羅里達州德索托縣的一個人口普查指定地區。

## 地理
東南阿卡迪亞的座標為27°11′56″N 81°51′07″W / 27.19889°N 81.85194°W，而該地最高點為海拔高度18米（即59英尺）。

## 人口
根據2010年美國人口普查的數據，東南阿卡迪亞的面積為18.90平方千米，均為陸地。當地共有人口6554人，而人口密度為每平方千米346人。